# Pinczyn (przystanek kolejowy)
Pinczyn – przystanek kolejowy na niezelektryfikowanej, normalnotorowej linii kolejowej 203 łączącej Tczew z Kietz w Niemczech, położony w północnej części Pinczyna w powiecie starogardzkim. Na odcinku przebiegającym przez Pinczyn linia jest dwutorowa i obsługiwana przez pociągi Tczew - Chojnice.
Kolej dotarła do Pinczyna w 1873 roku.

## Ruch pasażerski
| Rok  | Wymiana pasażerska na dobę |
| ---- | -------------------------- |
| 2017 | 200-299                    |
| 2022 | 300-499                    |

Przystanek wyposażony jest w niezadaszone perony, których nawierzchnie pokryte są płytami chodnikowymi.